# Університет у Чикаго
Університет у Чикаго (англ. Chicago State University, CSU) — громадський університет у Чикаго, штат Іллінойс. Ця школа є членом Коледжового фонду Тюргуда Маршалла. Університет акредитований комісією з вищої освіти. Університет навчає студентів магістратури з усіх штатів США за цінами для студентів з Іллінойсу.
Засновано в 1867 році як Кукська окружна звичайна школа, він був інноваційним учительським коледжом. Врешті-решт його перебрали у керуванея Чиказькі громадські школи під назвою Чиказький педагогічний коледж (CTC). Північно-східний Іллінойський університет розпочав свою діяльність як відділення CTC. У 1951 році штат Іллінойс почав фінансувати коледж і перейняв його в 1965 році, перетворивши його на всеосяжний державний коледж. У 1967 році його перетворено на Чиказький університет.

## Коледжі
Окрім коледжу з відзнакою та Школи випускних та професійних студій, у Чиказькому університеті є наступні 5 коледжів, що надають ступінь:
- Коледж мистецтв і наук
- Коледж бізнесу
- Коледж освіти
- Коледж наук про здоров'я
- Коледж фармації